# NGC 3635
NGC 3635 ist eine Balken-Spiralgalaxie vom Hubble-Typ Sbc im Sternbild Becher südlich des Himmelsäquators, die schätzungsweise 301 Millionen Lichtjahre von der Milchstraße entfernt ist.
Das Objekt wurde am 24. Januar 1887 von Francis Leavenworth entdeckt.